# 多利尼夫卡 (扎波羅熱區)
48°5′3″N 34°58′26″E / 48.08417°N 34.97389°E
多利尼夫卡（烏克蘭語：Долинівка）是位於烏克蘭東南部的村莊，由扎波羅熱州扎波羅熱区的希羅凱市鎮負責管轄。該村始建於1869年，面積4.13平方公里，海拔高度101米，2001年人口81，人口密度每平方公里19.6人。